# Lac de Joux
Het Meer van Joux (Frans: Lac de Joux) is een meer in het Zwitsers kanton Vaud met een oppervlakte van 9,5 km². Het meer ligt op een hoogte van 1.004 m in het dal van de Vallée de Joux en wordt gevoed en afgewaterd door de Orbe. Het is het grootste meer in het Juragebergte.
Ten noorden van het Lac de Joux is bij het dorpje Le Pont een 200 m brede landbrug die het meer scheidt van het Lac Brenet, 2 m lager gelegen. De Orbe maakt hier de korte verbinding tussen de twee meren. De zuidoostelijke oever van het Lac de Joux is relatief vlak, met een groot moerasgebied in het gebied van de monding van de Orbe helemaal in het zuidoostelijk puntje van het meer. In het noordwesten, op het grondgebied van de gemeente Le Lieu ligt vlak langs de hele lengte van het meer de harde rotsrib Le Revers, die maakt dat deze oever een steilere helling heeft, tot 80 m hoog, soms rotsachtig en onbegaanbaar. Langs de top van deze helling ligt de spoorlijn Vallorbe - Le Brassus. Op de zuidoostelijke oever liggen het dorp L'Abbaye en de langgerekte straatnederzettingen Vers-chez-Grosjean en Les Bioux, op de noordoostelijke oever het dorp Le Pont, alle behorend tot de politieke gemeente L'Abbaye.
De omgeving van het meer was de startplaats van de proloog en ploegentijdrit van de Ronde van Romandië 2015.

Lac de Joux op de nationale kaart van Zwitserland (1:25.000)

Meer van Ägeri · Meer van Biel · Bodenmeer · Meer van Brienz · Meer van Genève · Meer van Lugano · Lago Maggiore · Meer van Murten · Meer van Neuchâtel · Meer van Thun · Triftmeer · Vierwoudstrekenmeer · Walenmeer · Meer van Zug · Meer van Zürich